# 深靜脈
深靜脈（deep veins）是在身體较深层的静脉，和靠近身體表面的淺靜脈相對。深静脉位于深筋膜深层，与同名动脉或相应动脉伴行。多半是二條深静脉伴隨一條動脈。和同名動脈伴行的靜脈也稱作伴行靜脈。
深靜脈多半會在同名稱動脈的附近（例如股靜脈就鄰近股動脈）。深靜脈會輸送身體大部份的血液。深靜脈的閉塞多半多半是因為血栓形成而造成，可能會致命。因為血栓造成的深靜脈閉塞稱為深静脉血栓。
深靜脈和淺靜脈之間可以經由穿靜脈連通。
由於深靜脈在身體內部，因此有關深靜脈的手術也不易進行。

## 列表
- 頸內靜脈（英语：Internal jugular vein）

### 上肢
- 肱靜脈（英语：Brachial vein）
- 腋靜脈（英语：Axillary vein）
- 鎖骨下靜脈（英语：Subclavian vein）

### 下肢
- 總股靜脈（英语：femoral vein）
- 股靜脈[2]
- 股骨深靜脈（英语：Profunda femoris vein）
- 膕靜脈（英语：Popliteal vein）
- 腓骨靜脈（英语：Peroneal vein）
- 脛骨前靜脈（英语：Anterior tibial vein）
- 脛骨後靜脈（英语：Posterior tibial vein）